# PSJ
PSJ, a.s. je bývalá česká stavební společnost. Vznikla v roce 1990; postupně vytvořila velkou společnost s holdingovým uskupením firem a soustřeďovala kolem 1400 zaměstnanců a měla miliardové obraty. Následkem nepovedených zakázek v Rusku i v Česku je však společnost od roku 2018 v insolvenci a v podstatě žádnou činnost již nevykonává.

## Struktura skupiny
Holdingové uskupení PSJ pokrývalo široké spektrum pozemního stavitelství, developmentu, exportních aktivit, vybraných stavebních řemesel a dodávek technologií. Nabídku činností firem pod hlavičkou PSJ tvořily vodohospodářské a inženýrské stavby (D.I.S., spol. s r.o.), dopravní infrastruktura (ALPINE Bau CZ, a.s.), obalovny a asfaltové technologie (SILASFALT s.r.o.), technologické a energetické stavby (PSJ Hydrotranzit, a.s.), technika prostředí a zdravotechnické instalace (EKOKLIMA, a.s.), elektroinstalace (Inovat SE) a facility management (SCF Servis, s.r.o.). Společnost PSJ je dlouholetým majoritním vlastníkem a generálním sponzorem fotbalového klubu FC Vysočina Jihlava.

## Stavební činnost
Společnost PSJ se podílela mj. na výstavbě:
- pražského administrativního areálu BB Centrum;[5]
- komplexu Zlatý Anděl na Smíchově;[6]
- výškové budovy CITY TOWER;[7]
- administrativní budovy Main Point Karlin;[8]
- Galerie Fénix & Clarion Congress Hotel Prague ve Vysočanech;[9]
- AZ TOWER.[10]

PSJ byla generálním dodavatelem při rekonstrukci Obecního domu či Sovových mlýnů a věnovala se i vlastním developerským projektům v oblasti výstavby komerčních budov a obytných celků.
Mimo Česko se společnost angažovala mj. na Slovensku, Tunisku nebo Rusku. Mezi stavby realizované v zahraničí patří:
- rekonstrukce České národní budovy v New Yorku;[13]
- výstavba terminálu Letiště Strigino v Nižním Novgorodu;[14]
- závod Kalevala na výrobu OSB desek u Petrozavodsku;[15]
- obchodní a zábavní centrum M5 Mall v Ryazani.[16]

## Ocenění
PSJ je držitelem celé řady ocenění. Stavba Main Point Karlin obdržela cenu MIPIM za rok 2012, budova AZ TOWER byla za rok 2013 zařazena do desítky světových výškových staveb v rámci Emporis Skyscraper Award. PSJ bylo vyhlášena českou Stavební firmou roku 2013 v kategorii nad 200 zaměstnanců a stavební realizace PSJ byly dlouhodobě úspěšné v soutěži Stavba roku. Pro rok 2016 se společnost PSJ stala nejobdivovanější českou stavební firmou.

## Insolvence
V létě 2018 se společnost ocitla v problémech s finanční likviditou. Od září 2018 již žádnou činnost nevykonává a v podstatě se jedná jen o soubor majetku.